# Ел Монтойя
Альваро «Ел» Монтойя (англ. Álvaro «Al» Montoya; 13 лютого 1985, м. Гленв'ю, США) — американський хокеїст, воротар. Виступає за «Нью-Йорк Айлендерс» у Національній хокейній лізі.
Виступав за Мічиганський університет (NCAA), «Гартфорд Вульф-Пек» (АХЛ), «Шарлотт Чекерс» (ECHL), «Сан-Антоніо Ремпейдж» (АХЛ), «Фінікс Койотс».
В чемпіонатах НХЛ — 30 матчів.
У складі національної збірної США учасник чемпіонатів світу 2009 і 2011 (5 матчів). У складі молодіжної збірної США учасник чемпіонатів світу 2004 і 2005.
Досягнення
- Переможець молодіжного чемпіонату світу (2004).